# Клаузе, Герт-Дитмар
Герт-Дитмар Клаузе (нем. Gert-Dietmar Klause; 25 марта 1945 года, Ауэрбах) — восточногерманский лыжник, призёр Олимпийских игр, чемпион мира. 

## Карьера
На Олимпийских играх 1968 года в Гренобле, занял 33-е место в гонке на 15 км, 19-е место в гонке на 30 км, 25-е место в гонке на 50 км и 7-е место в эстафете.
На Олимпийских играх 1972 года в Саппоро, стал 13-м в гонке на 15 км, 8-м в гонке на 30 км, 9-м в гонке на 50 км и 6-м в эстафете.
На Олимпийских играх 1976 года в Инсбруке, завоевал серебряную медаль в гонке на 50 км, а также занял 9-е место в гонке на 15 км, 6-е место в гонке на 30 км и стартовал, но не финишировал в эстафете.
На чемпионате мира завоевал по одной золотой и серебряной медали, обе в эстафетных гонках. Лучший результат в личных гонках, 4-е место в гонке на 15 км на чемпионате мира-1970 в Высоких Татрах.